# Меморіальний комплекс

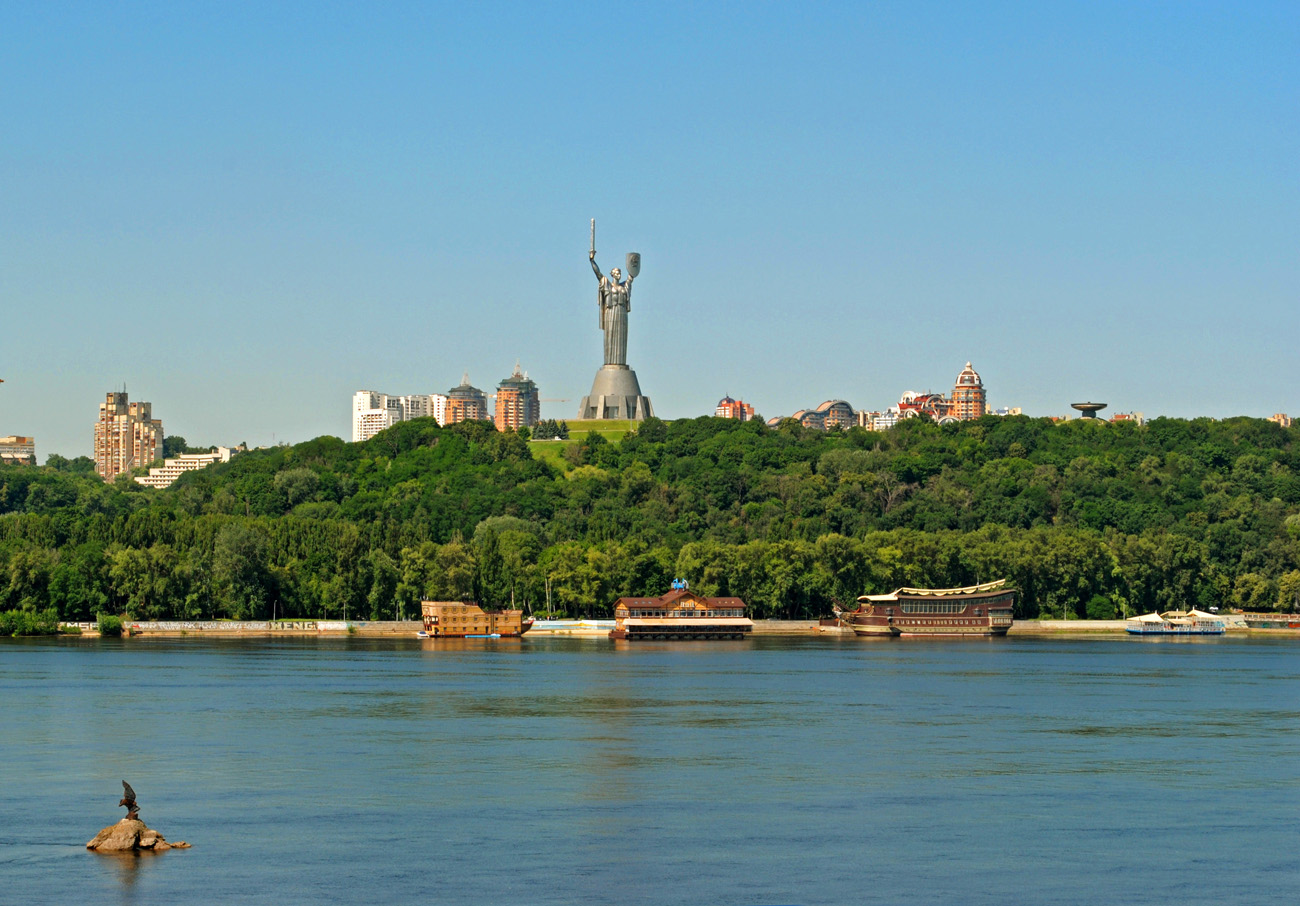
Меморіальний комплекс Батьківщина-Мати (Київ

Меморіальний комплекс — територія з розміщеними на ній монументальними архітектурними спорудами: мавзолеями, пантеонами, скульптурними групами, обелісками слави й пам'ятниками, присвяченими видатним подіям з історії країни і народу, що її населяє.
Як правило, меморіальний комплекс являє собою парк зі строго регулярним плануванням, включенням великих партерів, широких алей. Часто в меморіальних комплексах використаються дерева із плакучою або пірамідальною формою крони.

## Найвідоміші меморіальні комплекси України
- Батьківщина-Мати (Київ)
- Савур-Могила (Донецька область)